# Weltaktionsprogramm für die Jugend
Das Weltaktionsprogramm für die Jugend (englisch World Programme of Action for Youth, WPAY) ist ein Programm der Vereinten Nationen, welches im Jahr 1996 unter dem Titel „Weltaktionsprogramm für die Jugend bis zum Jahr 2000 und danach“ („World Programme of Action for Youth to the Year 2000 and Beyond“) von der Generalversammlung der Vereinten Nationen  gestartet wurde. Es beschäftigt sich mit der Verbesserung der Situation Jugendlicher. Im Rahmen dieses Projektes wurden auch die Welt Jugend Berichte 2003 und 2005 durch den Generalsekretär der Vereinten Nationen erstellt.
Darüber hinaus beschäftigten sich die Vereinten Nationen auch in einer speziellen Kinderrechtskonvention, im Rahmen der UNESCO und anderer Programme mit der Beteiligung von Jugendlichen.
Die EU-Kommission hat ein eigenes Weißbuch „Ein neuer Schwung für Jugendpolitik in Europa“ erstellt.